# 脇田和

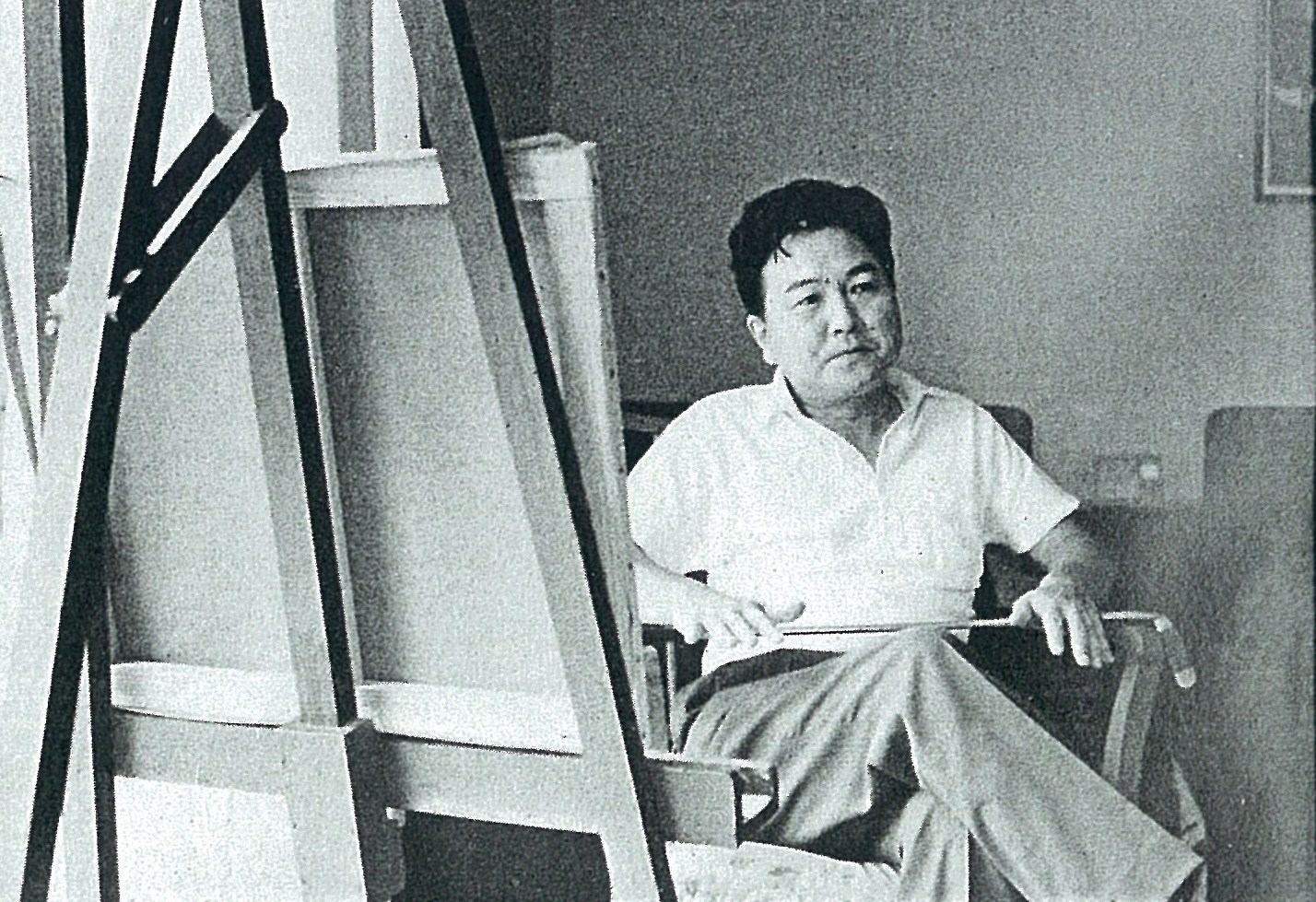
1960年の脇田

脇田 和（わきた かず、1908年（明治41年）6月7日 - 2005年（平成17年）11月27日）は、昭和期に活躍した日本の男性洋画家。新制作協会創立会員。東京藝術大学名誉教授。実子は洋画家の脇田愛二郎。

## 経歴
1908年、東京都港区青山に生まれる。1923年、姉夫婦の仕事の都合で、旧制青山学院中学部（現青山学院中等部・高等部）を中退し、1925年ベルリン国立美術学校に入学。人体デッサン、遠近法、木口版画、七宝等絵画に関するさまざまな技法を学ぶ。1930年9月、卒業時に美術学校より金メダルを授与される。同年、帰国。
1932年、太平洋画会に入選し、帝展にも入選する。1935年、二部会（帝国美術院改革に反対する会員が立ち上げた組織）の展覧会で昭和洋画奨励賞を受賞。1936年、新制作派協会（現在の新制作協会）の結成に加わり、以後同協会展に出品を重ねる。戦中は軍部の記録映画作成や報道部として活動し、1945年に相模湖付近へ集団疎開した際には芸術家村を構想した。

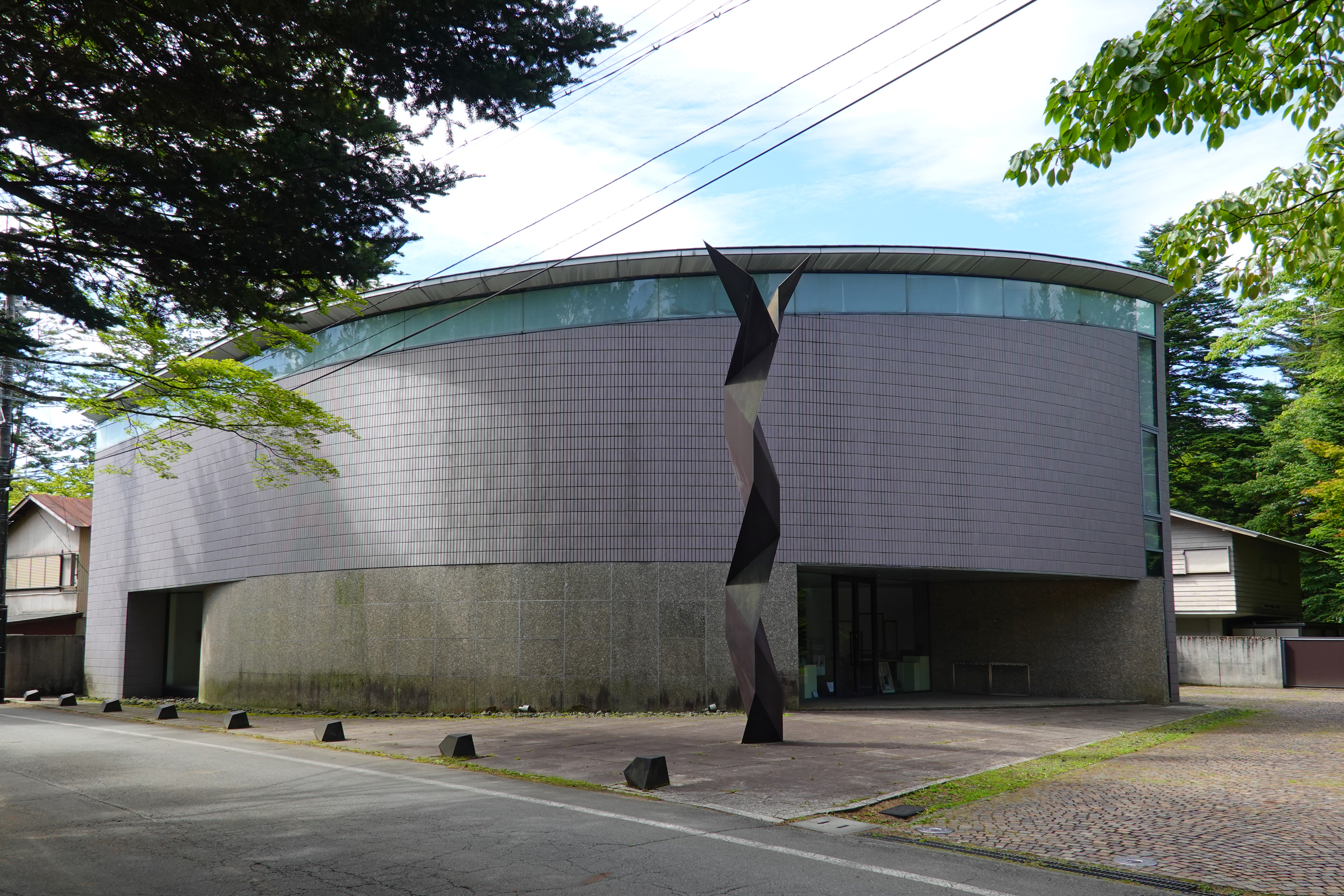
脇田美術館

1955年、日本国際美術展で最優秀賞。1956年、毎日美術賞とグッケンハイム国際美術展国内賞を受賞。1964年、東京芸術大学助教授、1968年同教授。1970年に同大学を退官。1991年、軽井沢に脇田美術館を開館して館長となる。勲四等旭日小綬章。1998年、文化功労者。1999年東京藝術大学名誉教授。
2005年11月27日、心筋梗塞のため死去。

## 主な作品
- 『窓』　油彩145.5×112.1cm（1966年）
- 『対話する鳥たち』　油彩116.7×91cm（1972年）
- 絵本の挿絵に『おだんごぱん』（ロシア民話、訳：瀬田貞二）がある。

## 主な作品収蔵先
- 脇田美術館 - 脇田和の個人美術館
- 東京国立近代美術館
- 島根県立美術館「化石と女」（1955年）
- 福島県立美術館
- 世田谷美術館